# Carl Friedrich Tenner
Carl Friedrich Tenner (russisch Карл Иванович Теннер, transkribiert Karl Iwanowitsch Tenner; * 22. Julijul. / 2. August 1783greg. in Auvere, Gouvernement Estland; † 8. Januarjul. / 20. Januar 1860greg. in Warschau, Königreich Polen) war ein deutschbaltischer Geodät und Astronom. Tenner zählt zu den Begründern der modernen Geodäsie im Russischen Kaiserreich.

## Leben und Werk
Carl Friedrich Tenner wurde 1783 in der Nähe der Stadt Narva geboren. Die Mutter Elisabeth Kulmbach war wahrscheinlich estnischer Abstammung. Sein Vater Johann Tenner war der Verwalter des Guts von Auvere. Kurz nach seiner Geburt zogen seine Eltern nach Saare (Sarenhof) ins heutige Südestland, wo der Vater als Verwalter des Guts von Oberst Magnus Johann von Bock († 1807) Anstellung fand.
Auf dem Gut des Vaters lernte Carl Tenner zwei Landvermesser, Sengbusch und Lemm, und deren Arbeit kennen. Durch seine Zeichnungen auf den begabten Jungen aufmerksam geworden, lud ihn Graf Gotthard Andreas von Manteuffel (1762–1832), ein Bekannter von Bocks, auf sein Gut in Rõngu ein. Dort lernte Tenner mit den Kindern des Gutsherren Mathematik, Geographie und andere Fächer.
Tenner zeichnete dort seine erste Sibirien-Karte für ein wissenschaftliches Buch des Grafen über die Handelsbeziehungen zwischen Russland und Zentralasien. Das Buch und die Zeichnungen erreichten auch die russische Armee, die dadurch auf den begabten Tenner aufmerksam wurde.
1802 ging Tenner auf Betreiben des holländischstämmigen russischen Generals und Kartographieexperten Jan Pieter van Suchtelen (1751–1836) zum zaristischen Militär. Tenner studierte Geometrie und lernte Astronomie bei Fjodor Schubert, einem Mitglied der Akademie der Wissenschaften.
1805 begleitete Tenner den Fürsten Juri Aleksandrowitsch Golowkin auf einer diplomatischen Mission Richtung China. Auf dem Rückweg vermaß und kartographierte Tenner den Verlauf der russisch-chinesischen Grenze einschließlich der Festungsanlagen. 1808 wurde Tenner dem Kartenlager der zaristischen Armee zugeteilt. Auf der Grundlage der China-Reise erstellte er einen umfassenden Atlas des Gebiets, der 1809 veröffentlicht wurde.
Zwischen Narva und der russischen Hauptstadt Sankt Petersburg führte Tenner als 26-Jähriger gemeinsam mit anderen Geodäten 1809/10 zum ersten Mal Vermessungen nach der Methode der Triangulation an der russischen Ostseeküste durch. 1810/11 wurde die Triangulationsmessungen nach Tallinn und Tartu weitergeführt. Der beginnende Krieg gegen Napoleon ließ allerdings die Arbeiten unvollendet.
1812/13 nahm Tenner selbst am Krieg teil, unter anderem in den Schlachten von Smolensk, Borodino, Tarutino, Wjasma, Krasnoje sowie an der Völkerschlacht bei Leipzig. Wegen seiner Tapferkeit wurde er mit dem Goldenen Schwert ausgezeichnet.
Nach Kriegsende widmete er sich ganz der Geodäsie. Von 1815 bis 1822 nahm er mit größter Genauigkeit nach der Methode der Triangulation Vermessungen im Gouvernement Wilna vor. 1822 begannen unter der Leitung Tenners die Vermessungen in den Gouvernementen Kurland, Grodno und Minsk, von 1833 bis 1843 dann in Wolhynien und den angrenzenden Gebieten. 1845 führte er die Vermessungen nach der Triangulationsmethode im Königreich Polen durch, 1846 in Bessarabien.
Eine der größten Leistungen von Tenner war das trigonometrische Nivellement (ca. 2.000 km) zwischen der Ostsee und dem Schwarzen Meer. Tenner fand dabei heraus, dass die Ostsee damals 1,13 Meter höher als das Schwarze Meer lag.
Besondere Aufmerksamkeit widmete Tenner der Form und der Größe des Erdballs. Die Idee der Messung des Meridianbogens begeisterte sowohl Tenner als auch den deutschen Astronomen Friedrich Georg Wilhelm Struve (1793–1864), der damals Professor an der deutschsprachigen Universität im livländischen Tartu (Dorpat) war. 1828 schlossen beide einen Vertrag über die Zusammenarbeit. Tenner schlug vor, die Triangulationsmessungen im Gouvernement Wilna als Grundlage zu nehmen und auszuweiten. 1826 begann Tenner mit astronomischen Beobachtungen in Lettgallen, Struve in Livland. 1828 vereinigten beide ihre Gradmessungen.
1844 fiel der Entschluss, die Gradmessungen von Tenner und Struve bis zur Donau-Mündung auszudehnen. Beide konnten auf Vorarbeiten in Bessarabien aufbauen. Das Projekt wurde 1850 mit dem sogenannten Struve-Bogen aufgegriffen, der damals mit einer Länge von 2.880 km die größte Gradmessungen der Welt darstellte. Tenner übernahm die Messungen im südlichen Teil des Struve-Bogens von der Donau bis zur Düna.
Tenner starb im Dezember 1859 in Warschau auf der Rückreise von einer Kur, die er in Karlsbad verbracht hatte.
Er war verheiratet und hatte mindestens drei Söhne, Jeremias, Nikolai und Eduard. Die Nachkommen traten ebenfalls ins russische Militär ein.

## Auszeichnungen
1832 wurde Tenner Ehrenmitglied der Sankt Petersburger Akademie der Wissenschaften. Vom zaristischen Militär erhielt er den Ehrentitel General.
Tenner erhielt drei renommierte Orden: für seine Teilnahme am Krieg gegen Napoleon 1812 den Orden des Heiligen Georg und das Goldene Schwert. Im Mai 1858 verlieh ihm Preußen den Orden Pour le Mérite.